# بوريليا إهابية
بوريليا إهابية (بالإنجليزية: Borrelia coriaceae)‏ هي نوع من البكتيريا، سلبية الغرام، تتبع البوريليا. عُزلت سلالات هذا النوع من القراد اللين لادغ الطير الإهابي (Ornithodoros coriaceus) ومن الأيل طويل الأذنين (mule deer).